# أيتيوس
فلافيوس أيتيوس (مات 454) هو جنرال روماني في الفترة التي سبقت نهاية الإمبراطورية الرومانية الغربية، وكان ذا حنكة ومقدرة وينسب له إيقاف جحافل الهون في معركة سهول كاتالونيا في فرنسا.

## بدايات حياته
ولد أيتيوس في دوروستولوم في مويسيا (وهي الآن سيليسترا في بلغاريا) في أواخر القرن الرابع الميلادي، وكان ابن غاودنتيوس والذي أصبح من جنود الإمبراطورية رغم أنه كان من البرابرة، وأصبح كونت إفريقيا.
أمضى أيتيوس سنوات من حياته كرهينة، في البداية مع ألاريك الأول ملك القوط الغربيين ولاحقا مع رواس ملك الهون، فامتلك بذلك المعرفة اللازمة لكي يهزمهم لاحقا. وفي عام 424 قاد جيشا إلى إيطاليا قوامه 60,000 رجل من البرابرة وأغلبهم من الهون الذين وظفهم في البداية لدعم البريميكيريوس يوانس والذي أعلن نفسه إمبراطورا، ولكي يعزز أيتيوس مطالبه بالقيادة العليا للجيش في الغال (بعد هزيمة يوانس) عن طريق غالا بلاسيديا الإمبراطورة الأم والوصية على فالنتينيان الثالث.

## نزاعه مع بونيفاكيوس
كان أيتيوس على عداء مع منافسه الكونت بونيفاكيوس، وتحجج عليه بالعديد من الافتراءات التي صدقها الإمبراطور في البداية، فدفع هذا بونيفاكيوس بالثورة ومناداة الوندال للقدوم إلى إفريقيا. وبعد اكتشاف الحقيقة حاز بونيفاكيوس على حظوة فالنتيان رغم أنه كان قد هزم في إفريقيا. ولكن أيتيوس جمع جيشه ضد بونيفاكيوس بعد قدومه من حروبه الغالية، وفي المعركة التي تبعت هذه الأحداث انتصر بونيفاكيوس ولكنه تلقى جرحا قاتلا.

## السيطرة على بلاد الغال
من عام 433 إلى 450 كان أيتيوس هو الشخصية المسيطرة في الإمبراطورية الرومانية الغربية. وفي بلاد الغال كسب سمعة على الصعيد العسكري، حيث ظل يجمع في جعبته الحنكة السياسية والجرأة لما يقرب من عشرين عاما، وهما عنصران غابا عن الإمبراطورية المتهاوية. وكان أعظم انتصاراته في شالون سور مارن (20 سبتمبر 451) حيث قاد الجيوش الغالية ضد أتيلا والهون في معركة الحقول الكاتالاونية وكان هذا آخر نصر للإمبراطورية.

## وفاته
بعد ثلاثة سنوات (454) ظهر أيتيوس في البلاط ليطلب يد ابنة الإمبراطور لابنه غاودينتيوس، ولكن فالنتينيان شك في أنه يخطط للاستيلاء على العرش فقتله بيده.